# 訃報 1973年4月
訃報 1973年4月（ふほう 1973ねん4がつ）では、1973年（昭和48年）4月中に物故した、又は物故が報じられた人物についてまとめる。

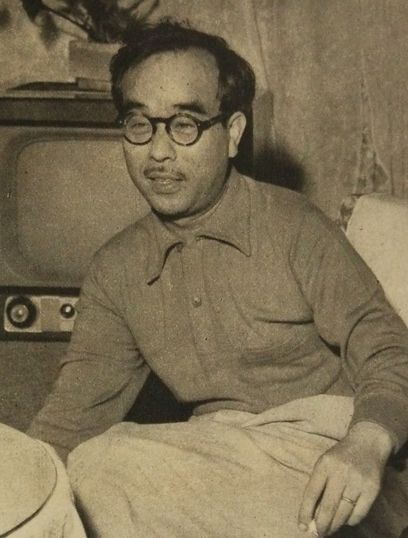
菊田一夫 / 4月4日没

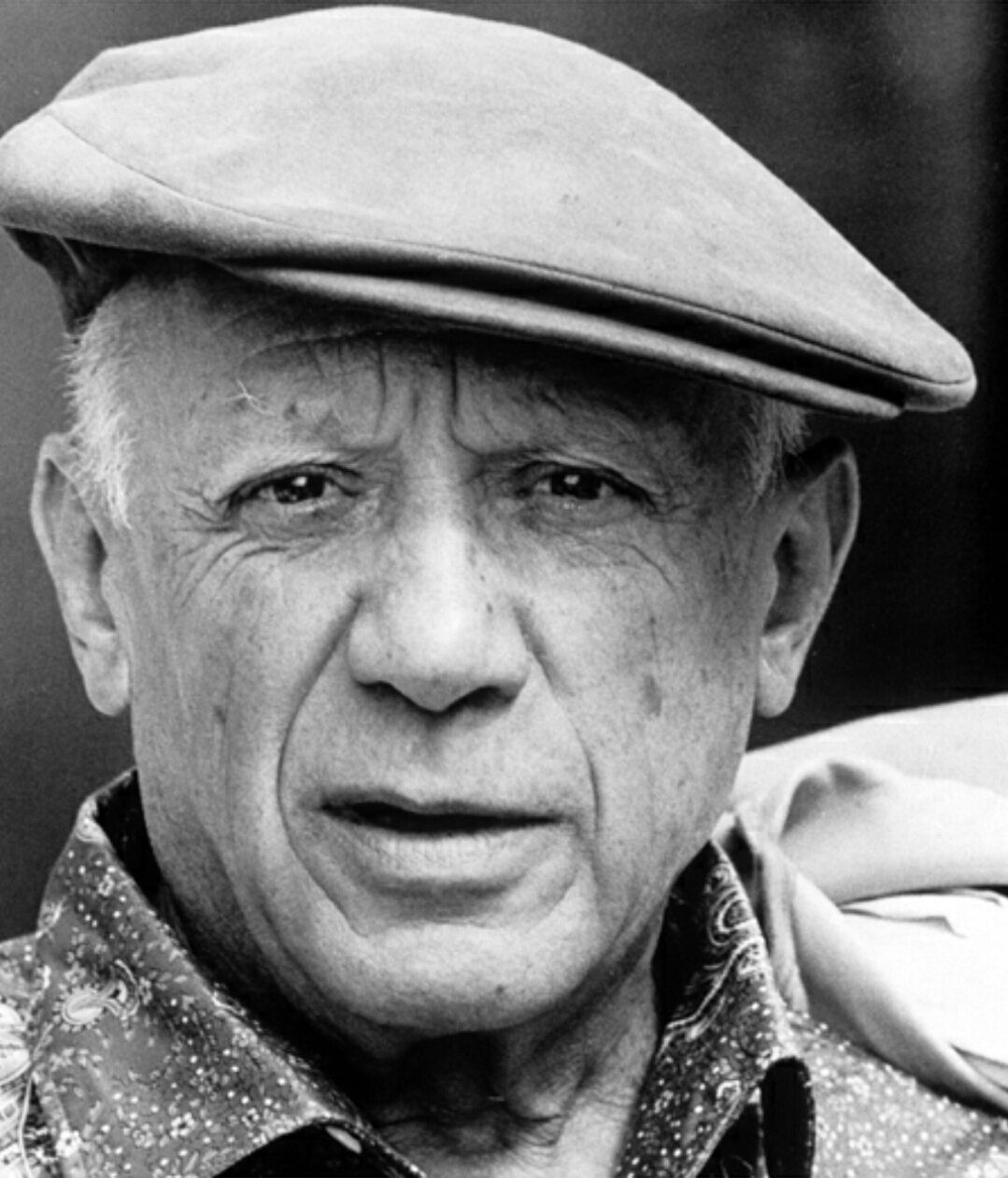
パブロ・ピカソ / 4月8日没

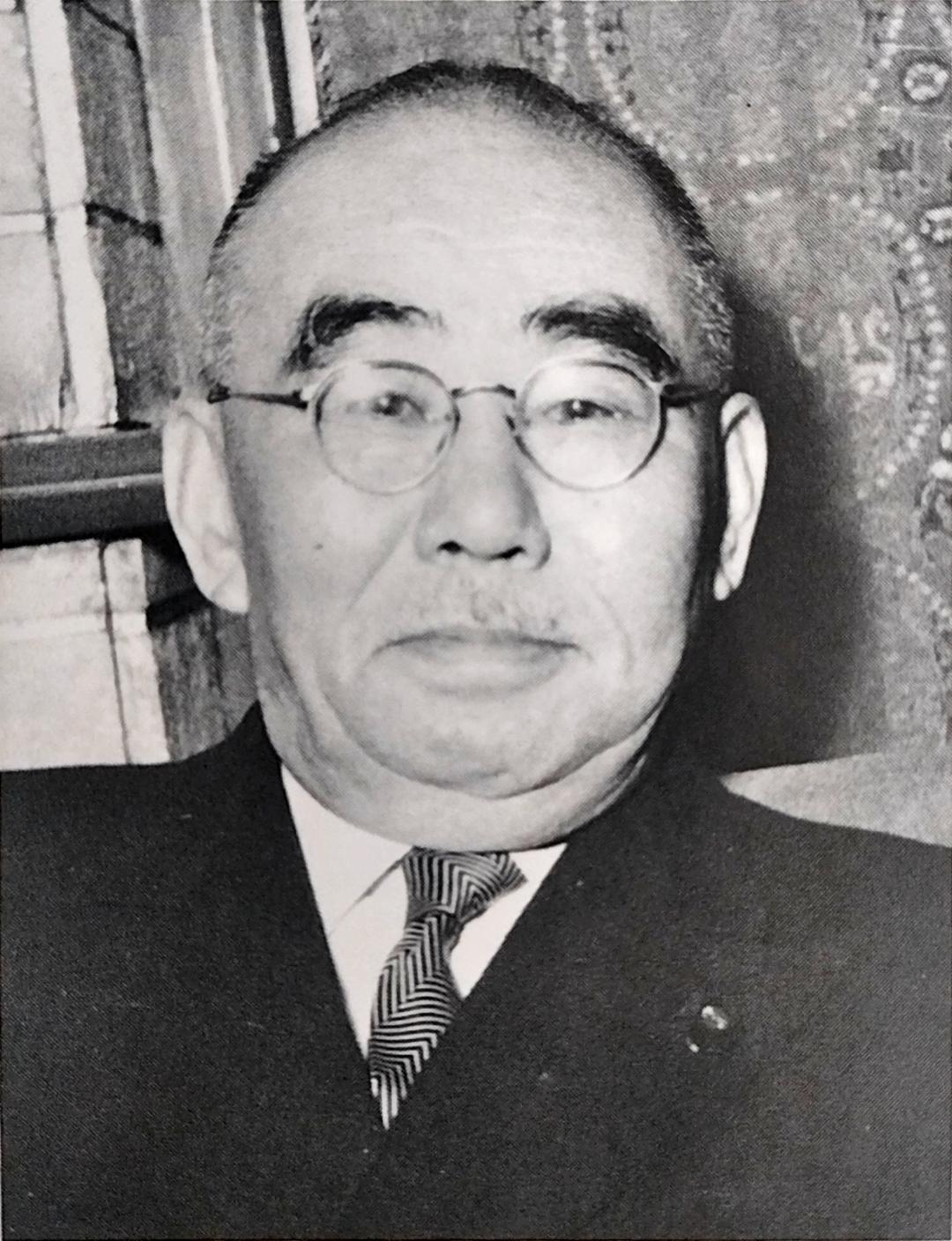
石橋湛山 / 4月25日没

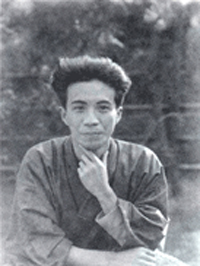
大佛次郎 / 4月30日没

## （1日 - 15日）
- 4月1日 - 横山操、日本画家（* 1920年）
- 4月2日 - ヤッシャ・ホーレンシュタイン、指揮者（* 1898年）
- 4月4日 - 菊田一夫、劇作家（* 1908年）
- 4月6日 - 小浜八弥、農林官僚（* 1891年）
- 4月6日 - 兼子一、法学者（* 1906年）
- 4月8日 - パブロ・ピカソ、画家（* 1881年）
- 4月8日 - 渋谷隆太郎、海軍軍人（* 1887年）
- 4月11日 - 上野直昭、美学者（* 1882年）
- 4月13日 - ヘンリー・ダーガー、『非現実の王国で』の作者（* 1892年）
- 4月13日 - 阿部竹松、労働運動家・政治家（* 1912年）
- 4月14日 - 有川小三、鹿児島銀行役員・実業家・弁護士（* 1884年）
- 4月15日 - 森慈秀、政治家（* 1890年）

## （16日 - 30日）
- 4月16日 - イシュトヴァン・ケルテス、指揮者（* 1929年）
- 4月17日 - 山手満男、政治家（* 1913年）
- 4月18日 - 井上康文、詩人（* 1897年）
- 4月19日 - ハンス・ケルゼン、ヴァイマル共和政期の公法学者・国際法学者（* 1881年）
- 4月19日 - 早川三郎、内務官僚・政治家（* 1888年）
- 4月21日 - 吾妻光俊、法学者（* 1903年）
- 4月22日 - 矢口家治、裁判官・弁護士（* 1891年）
- 4月23日 - 阿部知二、小説家・英文学者（* 1903年）
- 4月24日 - 巽聖歌、児童文学者・歌人（* 1905年）
- 4月25日 - 水藤錦穣、琵琶演奏家・作曲家（* 1911年）
- 4月25日 - 石橋湛山、第55代内閣総理大臣（* 1884年）
- 4月27日 - 吉田富三、病理学者（* 1903年）
- 4月29日 - 正木博、陸軍軍人（* 1897年）
- 4月30日 - 竹田儀一、弁護士・政治家（* 1894年）
- 4月30日 - 大佛次郎、小説家（* 1897年）